# 斜叶铁角蕨
斜叶铁角蕨（学名：Asplenium yoshinagae），又名胎生铁角蕨，为铁角蕨科铁角蕨属下的一个种。

## 扩展阅读
- 維基物種上的相關：斜叶铁角蕨